# 알타이어
알타이어(Алтай тили)는 튀르크어족에 속하는 언어 또는 언어군으로, 알타이 공화국의 공용어이다. 1948년까지는 오이로트(ойрот, Oyrot)라고 불렸다. 2010년 인구조사 기준 남북 알타이어를 합하여 총 57,000명의 화자가 있다.
알타이어에는 여러 변이형이 있으며 크게 남부의 알타이, 텔렝기트, 텔레우트 방언과 북부의 투바, 쿠만디, 찰칸 방언으로 나뉜다. 남북 방언 사이에 상호 의사소통이 온전히 되지 않아 20세기 중반부터는 남알타이어와 북알타이어라는 2개의 서로 다른 언어로 간주되는 경향이 있다. 표준 알타이어는 남알타이어에 기반하고 있으며, 단순히 "알타이어"라 하면 이 남알타이어, 그 중에서도 특히 고유 알타이족(Altay-Kiži)이 쓰는 협의의 알타이어만을 가리키는 경우도 있다.
튀르크어족 내에서 알타이어의 명확한 계통적 위치는 논쟁적이다. 쇼르어 및 하카스어와의 지리적 근연성 때문에 시베리아 튀르크어파에 분류되기도 하나 키르기스어와의 유사성이 있어 킵차크어파에 분류하는 학자도 있다.

## 문자
1928년 - 1938년까지는 로마자를 썼으나, 1938년 이후엔 키릴 문자를 사용한다. (9개의 특수문자:  Јј(/ɟ/ or /dz/), Ҥҥ(/ŋ/), Ӧӧ(/œ/), Ӱӱ(/y/), Ғғ(/ʁ/), Ққ(/q/), Һһ(/h/), Ҹҹ(/d͡ʑ/), Ii(/ɨ̹/)) ).

## 같이 보기
- 텔렝기트족
- 알타이인